# Stellenbosch Football Club 2023-2024
Questa voce raccoglie i dati riguardanti lo Stellenbosch Football Club nelle competizioni ufficiali della stagione 2023-2024.

## Stagione
La stagione 2023-2024 inizia fin da subito in modo positivo per i Maroons, che si classificano nelle prime posizioni dietro i Mamelodi Sundowns, ampiamente avanti in vetta alla classifica. Il 21 ottobre 2023 hanno disputato gli Ottavi di finale della coppa di lega, dove hanno sconfitto il Chippa United per 2-1. Ai quarti hanno sconfitto il Polokwane City per due reti a zero. Il 2 dicembre successivo hanno sconfitto i Richards Bay nelle semifinali, strappando dunque l'accesso alla finale nazionale.
Nella stagione 2023-2024 lo Stellenbosch ha conquistato il titolo della Coppa di Lega sudafricana, terminando il campionato al terzo posto e ottenendo la qualificazione alla Coppa della Confederazione CAF 2024-2025 per la prima volta nella sua storia.

## Rosa

### Rosa 2023-2024
Aggiornata al 24 dicembre 2023.
| N. |                           | Ruolo | Calciatore         |
| -- | ------------------------- | ----- | ------------------ |
| 5  | Sudafrica (bandiera)      | D     | Darrel Matsheke    |
| 7  | Sudafrica (bandiera)      | C     | Deano van Rooyen   |
| 8  | Sudafrica (bandiera)      | C     | Sihle Nduli        |
| 9  | Sudafrica (bandiera)      | A     | Iqraam Rayners     |
| 10 | Sudafrica (bandiera)      | C     | Nhlanhla Mgaga     |
| 11 | Gambia (bandiera)         | A     | Salifu Colley      |
| 12 | Sudafrica (bandiera)      | A     | Thulani Mini       |
| 14 | Costa d'Avorio (bandiera) | A     | Anicet Oura        |
| 17 | Sudafrica (bandiera)      | P     | Sage Stephens      |
| 18 | Nuova Zelanda (bandiera)  | C     | Andre de Jong      |
| 19 | Sudafrica (bandiera)      | A     | Mervin Boji        |
| 20 | Sudafrica (bandiera)      | A     | Kgaogelo Sekgota   |
| 21 | Sudafrica (bandiera)      | C     | Fawaaz Basadien    |
| 22 | Sudafrica (bandiera)      | D     | Qobolwakhe Sibande |
| 24 | Sudafrica (bandiera)      | D     | Thabo Moloisane    |

| N. |                           | Ruolo | Calciatore         |
| -- | ------------------------- | ----- | ------------------ |
| 26 | Sudafrica (bandiera)      | D     | Athenkosi Mcaba    |
| 27 | Sudafrica (bandiera)      | D     | Kyle Jurgens       |
| 28 | Sudafrica (bandiera)      | C     | Genino Palace      |
| 29 | Sudafrica (bandiera)      | C     | Antonio van Wyk    |
| 30 | Sudafrica (bandiera)      | P     | Oscarine Masuluke  |
| 32 | Sudafrica (bandiera)      | P     | Dejean Ah Shene    |
| 33 | Sudafrica (bandiera)      | D     | Liam de Kock       |
| 34 | Sudafrica (bandiera)      | A     | Devin Titus        |
| 35 | Sudafrica (bandiera)      | P     | Lee Langeveldt     |
| 38 | Ghana (bandiera)          | D     | Prince Amponsah    |
| 45 | Costa d'Avorio (bandiera) | D     | Olvier Touré       |
| 50 | Sudafrica (bandiera)      | D     | Jayden Adams       |
| -  | Sudafrica (bandiera)      | C     | Roy-Keane Avontuur |
| -  | Sudafrica (bandiera)      | C     | Mashweu Mphahlele  |

## Risultati

### Coppa del Sudafrica
| 23 febbraio 2024, ore CEST Secondo turno     | Stellenbosch         | 1 – 1 | Pretoria Callies |  |
| \| \| \| \| \| \| Tiri di rigore 4 – 3 \| \| |                      |       |                  |  |
|                                              |                      |       |                  |  |
|                                              | Tiri di rigore 4 – 3 |       |                  |  |

| 15 marzo 2024, ore CEST Ottavi di finale | Milford | 1 – 6 | Stellenbosch |  |

| 13 aprile 2024, ore CEST Quarti di finale | Stellenbosch | 4 – 0 | SuperSport Utd |  |

| 5 maggio 2024, ore CEST Semifinali | Stellenbosch | 1 – 2 | M. Sundowns |  |

### Coppa di Lega sudafricana
| 21 ottobre 2023, ore CEST Primo turno | Chippa United | 1 – 2 | Stellenbosch |  |

| 3 novembre 2023, ore CEST Quarti di finale | Polokwane City | 0 – 2 | Stellenbosch |  |

| 2 dicembre 2023, ore CEST Semifinali | Richards Bay | 0 – 3 | Stellenbosch |  |

| 16 dicembre 2023, ore CEST Finale            | Stellenbosch         | 1 – 1 | TS Galaxy |  |
| \| \| \| \| \| \| Tiri di rigore 5 – 4 \| \| |                      |       |           |  |
|                                              |                      |       |           |  |
|                                              | Tiri di rigore 5 – 4 |       |           |  |

### MTN 8
| 13 agosto 2023, ore CEST Quarti di finale | SuperSport Utd | 0 – 1 | Stellenbosch |  |

| 3 settembre 2023, ore CEST Semifinali (Andata) | Stellenbosch | 1 – 2 | Orlando Pirates |  |

| 24 settembre 2023, ore CEST Semifinali (Ritorno) | Orlando Pirates | 0 – 1 | Stellenbosch |  |